# 6e étape du Tour d'Espagne 2013
La 6e étape du Tour d'Espagne 2013 s'est déroulée le jeudi 29 août 2013, entre Guijuelo et Cáceres sur une distance de 175 km.

## Déroulement de la course
Tony Martin (Omega Pharma-Quick Step) a attaqué au km 0. Marco Pinotti (BMC Racing) a essayé de le rejoindre mais n'y est pas parvenu. Martin a donc effectué 170 km seul en tête mais s'est finalement fait reprendre par le peloton à 25 m de l'arrivée pour finir au milieu des sprinteurs à la 7e place. Il a logiquement reçu le prix de combatif du jour. L'étape est remportée par Michael Mørkøv (Saxo-Tinkoff).

## Résultats

### Classement de l'étape
| Classement de la 6e étape | Classement de la 6e étape | Classement de la 6e étape | Classement de la 6e étape | Classement de la 6e étape |
|                           | Coureur                   | Pays                      | Équipe                    | Temps                     |
| ------------------------- | ------------------------- | ------------------------- | ------------------------- | ------------------------- |
| 1er                       | Michael Mørkøv            | Danemark                  | Saxo-Tinkoff              | en 3 h 54 min 15 s        |
| 2e                        | Maximiliano Richeze       | Argentine                 | Lampre-Merida             | m.t                       |
| 3e                        | Fabian Cancellara         | Suisse                    | RadioShack-Leopard        | m.t                       |
| 4e                        | Tyler Farrar              | États-Unis                | Garmin-Sharp              | m.t                       |
| 5e                        | Juan Antonio Flecha       | Espagne                   | Vacansoleil-DCM           | m.t                       |
| 6e                        | Michael Matthews          | Australie                 | Orica-GreenEDGE           | m.t                       |
| 7e                        | Tony Martin               | Allemagne                 | Omega Pharma-Quick Step   | m.t                       |
| 8e                        | Gianni Meersman           | Belgique                  | Omega Pharma-Quick Step   | m.t                       |
| 9e                        | Philippe Gilbert          | Belgique                  | BMC Racing                | m.t                       |
| 10e                       | Graeme Brown              | Australie                 | Belkin                    | m.t                       |
| modifier                  |                           |                           |                           |                           |

### Points attribués
| Sprint intermédiaire de Puerto de Béjar (km 30,4) | Sprint intermédiaire de Puerto de Béjar (km 30,4) | Sprint intermédiaire de Puerto de Béjar (km 30,4) | Sprint intermédiaire de Puerto de Béjar (km 30,4) | Sprint intermédiaire de Puerto de Béjar (km 30,4) |
| ------------------------------------------------- | ------------------------------------------------- | ------------------------------------------------- | ------------------------------------------------- | ------------------------------------------------- |
|                                                   | Coureur                                           | Pays                                              | Équipe                                            | Point(s)                                          |
| 1er                                               | Tony Martin                                       | Allemagne                                         | Omega Pharma-Quick Step                           | 4                                                 |
| 2e                                                | Tyler Farrar                                      | États-Unis                                        | Garmin-Sharp                                      | 2                                                 |
| 3e                                                | Bauke Mollema                                     | Pays-Bas                                          | Belkin                                            | 1                                                 |
| modifier                                          |                                                   |                                                   |                                                   |                                                   |

| Sprint intermédiaire de Grimaldo (km 111,6) | Sprint intermédiaire de Grimaldo (km 111,6) | Sprint intermédiaire de Grimaldo (km 111,6) | Sprint intermédiaire de Grimaldo (km 111,6) | Sprint intermédiaire de Grimaldo (km 111,6) |
| ------------------------------------------- | ------------------------------------------- | ------------------------------------------- | ------------------------------------------- | ------------------------------------------- |
|                                             | Coureur                                     | Pays                                        | Équipe                                      | Point(s)                                    |
| 1er                                         | Tony Martin                                 | Allemagne                                   | Omega Pharma-Quick Step                     | 4                                           |
| 2e                                          | Tyler Farrar                                | États-Unis                                  | Garmin-Sharp                                | 2                                           |
| 3e                                          | Alex Howes                                  | États-Unis                                  | Garmin-Sharp                                | 1                                           |
| modifier                                    |                                             |                                             |                                             |                                             |

| \| Classement de l'étape \| Classement de l'étape \| Classement de l'étape \| Classement de l'étape \| Classement de l'étape \| \| --------------------- \| --------------------- \| --------------------- \| ----------------------- \| --------------------- \| \| \| Coureur \| Pays \| Équipe \| Point(s) \| \| 1er \| Michael Mørkøv \| Danemark \| Saxo-Tinkoff \| 25 \| \| 2e \| Maximiliano Richeze \| Argentine \| Lampre-Merida \| 20 \| \| 3e \| Fabian Cancellara \| Suisse \| RadioShack-Leopard \| 16 \| \| 4e \| Tyler Farrar \| États-Unis \| Garmin-Sharp \| 14 \| \| 5e \| Juan Antonio Flecha \| Espagne \| Vacansoleil-DCM \| 12 \| \| 6e \| Michael Matthews \| Australie \| Orica-GreenEDGE \| 10 \| \| 7e \| Tony Martin \| Allemagne \| Omega Pharma-Quick Step \| 9 \| \| 8e \| Gianni Meersman \| Belgique \| Omega Pharma-Quick Step \| 8 \| \| 9e \| Philippe Gilbert \| Belgique \| BMC Racing \| 7 \| \| 10e \| Graeme Brown \| Australie \| Belkin \| 6 \| \| 11e \| Adrien Petit \| France \| Cofidis \| 5 \| \| 12e \| Francesco Lasca \| Italie \| Caja Rural-Seguros RGA \| 4 \| \| 13e \| Edvald Boasson Hagen \| Norvège \| Sky \| 3 \| \| 14e \| Guillaume Boivin \| Canada \| Cannondale \| 2 \| \| modifier \| \| \| \| \| |                      |            |                         |          |
| Classement de l'étape |                      |            |                         |          |
| | Coureur              | Pays       | Équipe                  | Point(s) |
| 1er | Michael Mørkøv       | Danemark   | Saxo-Tinkoff            | 25       |
| 2e | Maximiliano Richeze  | Argentine  | Lampre-Merida           | 20       |
| 3e | Fabian Cancellara    | Suisse     | RadioShack-Leopard      | 16       |
| 4e | Tyler Farrar         | États-Unis | Garmin-Sharp            | 14       |
| 5e | Juan Antonio Flecha  | Espagne    | Vacansoleil-DCM         | 12       |
| 6e | Michael Matthews     | Australie  | Orica-GreenEDGE         | 10       |
| 7e | Tony Martin          | Allemagne  | Omega Pharma-Quick Step | 9        |
| 8e | Gianni Meersman      | Belgique   | Omega Pharma-Quick Step | 8        |
| 9e | Philippe Gilbert     | Belgique   | BMC Racing              | 7        |
| 10e | Graeme Brown         | Australie  | Belkin                  | 6        |
| 11e | Adrien Petit         | France     | Cofidis                 | 5        |
| 12e | Francesco Lasca      | Italie     | Caja Rural-Seguros RGA  | 4        |
| 13e | Edvald Boasson Hagen | Norvège    | Sky                     | 3        |
| 14e | Guillaume Boivin     | Canada     | Cannondale              | 2        |
| modifier |                      |            |                         |          |

## Classements à l'issue de l'étape

### Classement général
| Classement général | Classement général | Classement général | Classement général | Classement général |
|                    | Coureur            | Pays               | Équipe             | Temps              |
| ------------------ | ------------------ | ------------------ | ------------------ | ------------------ |
| 1er                | Vincenzo Nibali    | Italie             | Astana             | en 22 h 38 min 7 s |
| 2e                 | Christopher Horner | États-Unis         | RadioShack-Leopard | + 3 s              |
| 3e                 | Nicolas Roche      | Irlande            | Saxo-Tinkoff       | + 8 s              |
| 4e                 | Haimar Zubeldia    | Espagne            | RadioShack-Leopard | + 16 s             |
| 5e                 | Alejandro Valverde | Espagne            | Movistar           | + 21 s             |
| 6e                 | Robert Kišerlovski | Croatie            | RadioShack-Leopard | + 26 s             |
| 7e                 | Rigoberto Urán     | Colombie           | Sky                | + 28 s             |
| 8e                 | Daniel Moreno      | Espagne            | Katusha            | + 31 s             |
| 9e                 | Rafał Majka        | Pologne            | Saxo-Tinkoff       | + 38 s             |
| 10e                | Roman Kreuziger    | Tchéquie           | Saxo-Tinkoff       | + 42 s             |
| modifier           |                    |                    |                    |                    |

### Classement par points
| Classement par points | Classement par points | Classement par points | Classement par points | Classement par points |
| --------------------- | --------------------- | --------------------- | --------------------- | --------------------- |
|                       | Coureur               | Pays                  | Équipe                | Point(s)              |
| 1er                   | Michael Matthews      | Australie             | Orica-GreenEDGE       | 51 points             |
| 2e                    | Daniel Moreno         | Espagne               | Katusha               | 48 pts                |
| 3e                    | Maximiliano Richeze   | Argentine             | Lampre-Merida         | 40 pts                |
| modifier              |                       |                       |                       |                       |

### Classement du meilleur grimpeur
| Classement du meilleur grimpeur | Classement du meilleur grimpeur | Classement du meilleur grimpeur | Classement du meilleur grimpeur | Classement du meilleur grimpeur |
| ------------------------------- | ------------------------------- | ------------------------------- | ------------------------------- | ------------------------------- |
|                                 | Coureur                         | Pays                            | Équipe                          | Point(s)                        |
| 1er                             | Nicolas Roche                   | Irlande                         | Saxo-Tinkoff                    | 11 points                       |
| 2e                              | Nicolas Edet                    | France                          | Cofidis                         | 8 pts                           |
| 3e                              | Daniel Moreno                   | Espagne                         | Katusha                         | 6 pts                           |
| modifier                        |                                 |                                 |                                 |                                 |

### Classement du combiné
| Classement du combiné | Classement du combiné | Classement du combiné | Classement du combiné | Classement du combiné |
| --------------------- | --------------------- | --------------------- | --------------------- | --------------------- |
|                       | Coureur               | Pays                  | Équipe                | Point(s)              |
| 1er                   | Nicolas Roche         | Irlande               | Saxo-Tinkoff          | 8 points              |
| 2e                    | Daniel Moreno         | Espagne               | Katusha               | 13 pts                |
| 3e                    | Christopher Horner    | États-Unis            | RadioShack-Leopard    | 18 pts                |
| modifier              |                       |                       |                       |                       |

### Classement par équipes
| Classement par équipes | Classement par équipes | Classement par équipes | Classement par équipes |
|                        | Équipe                 | Pays                   | Temps                  |
| ---------------------- | ---------------------- | ---------------------- | ---------------------- |
| 1re                    | RadioShack-Leopard     | Luxembourg             | en 66 h 54 min 52 s    |
| 2e                     | Saxo-Tinkoff           | Danemark               | + 5 s                  |
| 3e                     | Belkin                 | Pays-Bas               | + 1 min 10 s           |
| modifier               |                        |                        |                        |